# 塘南镇 (南昌县)
塘南镇是中国江西省南昌市南昌县下辖的一个镇。

## 行政区划
塘南镇共辖2个居委会和23个行政村，分别是：
柘林街居委会、新联街居委会、塘南村、田万村、协成村、石岗村、近港村、富圣村、渡口村、张溪村、篁山村、西河村、港头村、梓溪村、北联村、民主村、和丰村、西联村、联合村、蔡家村、红星村、北星村、新图村、新联村、新光村。